# Grebenau
Grebenau település Németországban, Hessen tartományban. Lakosainak száma 2382 fő (2023. december 31.).

## Népesség
A település népességének változása:
| Lakosok száma | 2388 | 2431 | 2342 | 2394 | 2382 |
|               | 2017 | 2019 | 2021 | 2022 | 2023 |